# سد دالامان آق كوبري

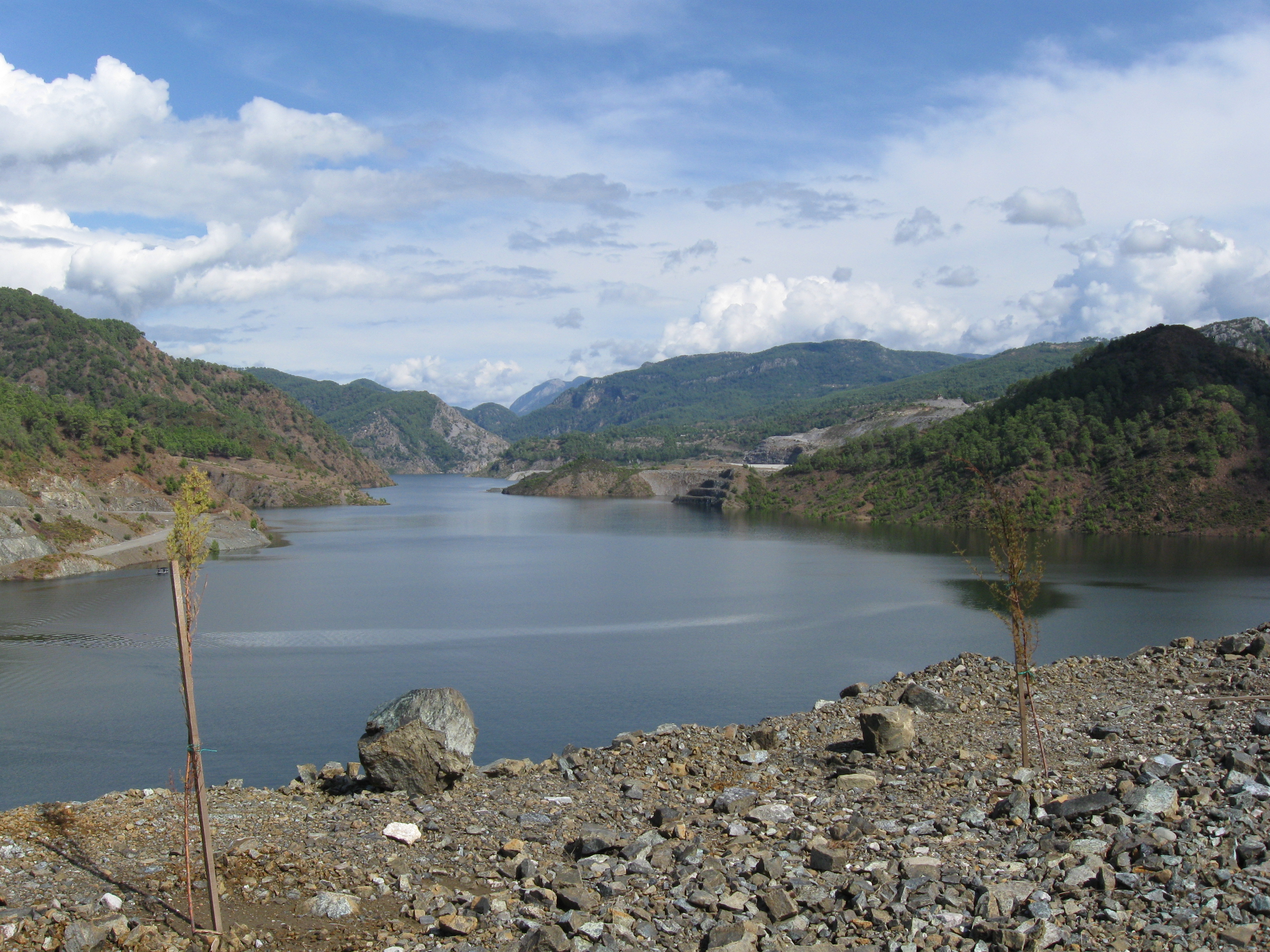
سد "دالامان آق كوبري"

بدأ العمل في سد دالامان آق كوبري (Akköprü Barajı ) عام 1995 ثم توقف العمل فيه بسبب الضائقة المالية, وفي عام 2003 تواصل العمل في السد وانتهى في شهر مارس/اذار 2011 وبدأ حبس المياه فيه، وجرى فتح نفقين كبيرين اليه من نهر دالامان بطول 4 كلم. ويبلغ ارتفاع سد دالامان آق كوبري الصخري 112م وحجم مياهه 384.5 مليون متر مكعب.
بدأ إنتاج الطاقة في 2011 في مشروع المحطة الهيدروكهربائية لسد «دالامان آق كوبري» أكبر سدود منطقة مرمرة في تركيا الذي كلّف انشائه 1 مليار 400 مليون ليرة تركية والذي سيقوم بارواء مزارع مساحتها تقارب 142 ألف هكتار.